# Свиридов, Богдан Владимирович
Богдан Владимирович Свиридов (1 ноября 1989, Украинская ССР) — украинский футболист, игрок в футзал. Игрок харьковского «Локомотива».

## Биография
Свиридов является воспитанником донецкого футбола. Начинал заниматься в системе донецкого «Металлурга», в составе которого выступал в детско-юношеском чемпионате Украины. В профессиональных лигах начал карьеру в футзале. Дебютировал в донецком «Сапаре», но через год перебрался в донецкий «ДЮСШ-5-Мегапром», где за два сезона привлек к себе внимание высшелигового «Шахтёра».
За «Шахтёр» Свиридов отыграл полсезона, после расформирования команды оказался в ПФС «Севастополь», где доигрывал сезон 2010/2011. По завершении чемпионата прекратил своё существование и «Севастополь».
Молодому игроку пришлось новый чемпионат начинать в первой лиге, защищая цвета донецкого АРПИ. Там он проявил себя с лучшей стороны, чем привлек внимание луганской ЛТК. Чемпионат 2012/2013 Свиридов уже начал в Луганске. Он стал одним из открытий сезона, вместе со свой командой вышел в плей-офф Экстра-лиги, а также в финал национального Кубка. Сейчас Свиридов удерживает звание самого результативного игрока сезона в Экстра-лиге.
С июля 2014 — игрок ФК «Политех» (Санкт-Петербург, Россия).
В июне 2016 года перешёл в харьковский «Локомотив».

## Сборная Украины
В сборной Свиридов дебютировал в товарищеском матче со сборной Польши в январе 2013 года. Также провел три квалификационные игры на чемпионате Европы 2014 в Турции.